# Qunle (socken i Kina, lat 31,07, long 106,21)
Qunle (kinesiska: 群乐乡, 群乐) är en socken i Kina. Den ligger i provinsen Sichuan, i den sydvästra delen av landet, omkring 210 kilometer öster om provinshuvudstaden Chengdu.
Genomsnittlig årsnederbörd är 1 418 millimeter. Den regnigaste månaden är juli, med i genomsnitt 272 mm nederbörd, och den torraste är december, med 6 mm nederbörd.